# Hadžići (gmina Ilijaš)
Hadžići (serb. Хаџићи) – wieś w Bośni i Hercegowinie, w Federacji Bośni i Hercegowiny, w kantonie sarajewskim, w gminie Ilijaš.

## Położenie
Wieś położona jest w środkowo-wschodniej części kraju, na wschodnich obrzeżach Federacji Bośni i Hercegowiny, na północy kantonu. Leży w odległości około 30 km na północ od stolicy gminy- Ilijaš i około 45 km na północ od Sarajewa. W odległości około 4 km przebiega droga M18. Najbliższymi miejscowościami są: Buljetovina, Odžak i Kamenica.

## Klimat
Miejscowość położona jest w strefie klimatu umiarkowanego przejściowego między klimatem kontynentalnym a śródziemnomorskim. Charakterystycznymi cechami tego klimatu są bardzo mroźne zimy i upalne lata. Dodatkowo zimą występują bardzo silne wiatry.

## Demografia
W 1991 roku wieś zamieszkiwały 53 osoby, z czego wszyscy to Serbowie. Od 1961 roku następowały następujące zmiany liczby ludności wsi Hadžići:
| Rok             | 1961 | 1971 | 1981 | 1991 |
| Liczba ludności | 101  | 86   | 81   | 53   |